# BAFTA de Melhor Atriz em Televisão
Esta é uma lista do British Academy Television Awards de Melhor Atriz. O British Academy Television Awards começou em 1955. O prêmio de Melhor Atriz foi inicialmente dado como uma 'honra individual' sem crédito a uma performance em particular até 1969, quando Wendy Craig ganhou por sua atuação em Not in Front of the Children. A categoria de atuação foi dividida em Atriz Principal e Atriz Coadjuvante a partir de 2010.

## Atrizes com várias vitórias e indicações

### Múltiplas vitórias
As seguintes pessoas foram premiadas várias vezes com o British Academy Television Award de Melhor Atriz:
| 4 vitórias - Julie Walters 3 vitórias - Judi Dench - Thora Hird - Helen Mirren | 2 vitórias - Peggy Ashcroft - Annette Crosbie - Catherine Lacey - Anna Maxwell Martin - Gwen Watford - Billie Whitelaw |

### Várias indicações
As seguintes pessoas foram nomeadas várias vezes para o British Academy Television Award de Melhor Atriz:
| 7 indicações - Judi Dench - Julie Walters 6 indicações - Francesca Annis - Helen Mirren 5 indicações - Jodie Comer 4 indicações - Peggy Ashcroft - Geraldine James - Maggie Smith | 3 indicações - Anne-Marie Duff - Lindsay Duncan - Claire Foy - Thora Hird - Glenda Jackson - Celia Johnson - Gemma Jones - Rosemary Leach - Gina McKee - Anna Maxwell Martin - Miranda Richardson - Sheridan Smith - Juliet Stevenson - Gwen Watford - Billie Whitelaw | 2 indicações - Eileen Atkins - Helena Bonham Carter - Claire Bloom - Cheryl Campbell - Annette Crosbie - Keeley Hawes - Joan Hickson - Suranne Jones - Penelope Keith - Catherine Lacey - Jane Lapotaire - Sarah Lancashire - Maxine Peake - Vicky McClure - Virginia McKenna - Samantha Morton - Kate Nelligan - Vanessa Redgrave - Alison Steadman - Dorothy Tutin - Zoe Wanamaker - Ruth Wilson - Victoria Wood |

Nota: as duas menções de Julie Walters em 2010 contam como duas indicações separadas.